# Bennett Escarpment
Koordinaten: 70° 34′ S, 64° 24′ O
Das Bennett Escarpment ist eine Geländestufe im ostantarktischen Mac-Robertson-Land. In den Prince Charles Mountains erstreckt sie sich gekrümmt vom Mount Pollard ausgehend in hauptsächlich südwestlicher Ausrichtung über eine Strecke von 32 km.
Kartiert wurde die Geländestufe anhand von Luftaufnahmen, die zwischen 1956 und 1965 im Rahmen der Australian National Antarctic Research Expeditions entstanden. Das Antarctic Names Committee of Australia (ANCA) benannte sie nach dem Physiker John Michael Bennett, der 1965 zur Untersuchungen zum Polarlicht auf der Mawson-Station tätig war.